# Metastelma pauciflorum
Metastelma pauciflorum là một loài thực vật có hoa trong họ La bố ma. Loài này được (Griseb.) Schltr. mô tả khoa học đầu tiên năm 1899.